# Carino (alfarero)

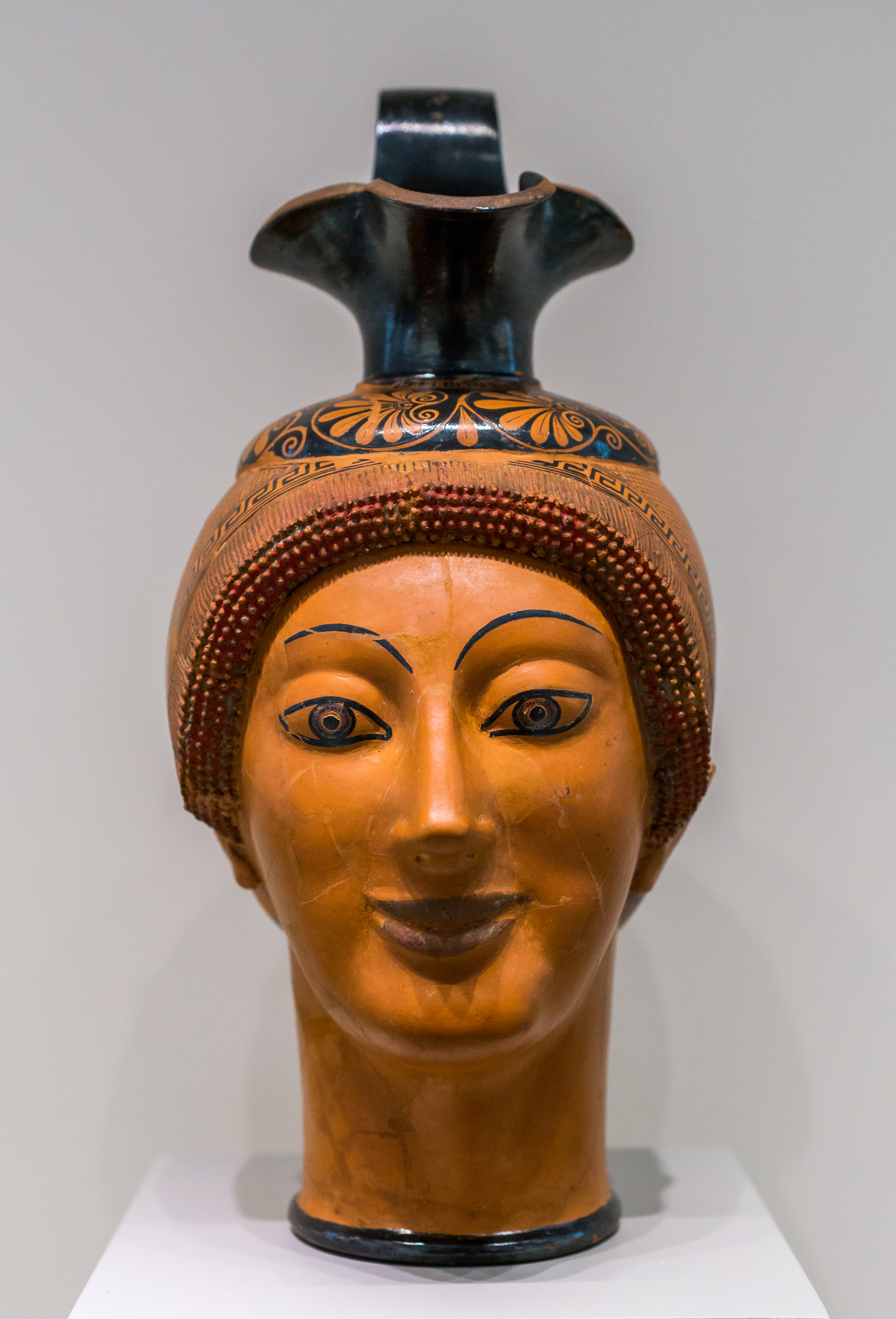
Vaso de cabeza. Circa 500 a. C.

Carino (en griego antiguo: Χαρϊνος) fue un alfarero ático que trabajó entre el 520 y el 500 a. C.Firmó como alfarero (ΧΑΡΙΝΟΣ ΕΠΟΙΕΣΕ – «Carino me hizo») en ocho vasos de cerámica.
Fue el creador de vasos modeladas de alta calidad en forma de cabeza , de las cuales han sobrevivido ocho copias firmadas. Estos vasos también se conocen como vasos de cabeza de clase C o Carino. Además, también se conoce un enócoe de técnica de fondo blanco firmado por él. Para pintar sus vasos trabajó con el llamado Pintor de Triptólemo, entre otros.
El experto en arte del británico John Beazley bautizó un grupo de vasos con cabezas en honor al alfarero Carino, basándose en el estilo de su trabajo: la Clase C - Carino (en inglés: Charinos Class).

## Obras
- Basilea, colección Herbert A. Cahn

Fragmento de un vaso con la forma de la cabeza de una mujer HC 732
- Berlín, Antikensammlung

Jarra en forma de cabeza de mujer F 2190
- Londres, Museo Británico

Enócoe de fondo blanco B 631 (1851.4-16.8)
- Oxford, Museo Ashmolean

Fragmento del asa de una jarra en forma de cabeza de mujer 1966.981
- Palermo, Museo Arqueológico Regional Antonino Salinas

Jarra en forma de cabeza de mujer (Fragmento)
- Richmond, Museo de Bellas Artes de Virginia

Jarra fragmentada en forma de cabeza de carnero 79.100 (Pintor de Triptólemo)
- Roma, Villa Julia

Fragmentos de una jarra en forma de cabezas de negros
- San Petersburgo, Museo del Hermitage

Jarra en forma de cabezas de mujeres ГР-7031
- Tarquinia, Museo Archeologico Nazionale

Jarra en forma de cabezas de mujeres RC 6845.
- Museo de Bellas Artes de Virginia, 21,2.[7]

Ritón  en forma de cabeza de carnero.
También se le atribuye (basándose en la estilística) el llamado cántaros janiforme en forma de cabezas femeninas unidas (Museo Metropolitano de Arte, Nueva York).
Aunque algunos eruditos asocian las enócoes con cabeza de mujer con los simposios atenienses, la mayoría de los hallazgos conocidos proceden de tumbas y santuarios, muchos de ellos de Etruria. Entre ellos se encuentra un enócoe con forma de cabeza de mujer (figura roja sobre (fondo blanco)) firmado por el alfarero Charin, descubierto en una tumba tarquiniana (Tarquinia, Museo Arqueológico Nacional, n.º de inv. RC 6845 Este vaso fue encontrada dañado (en fragmentos) junto con un kílix de figuras rojas de gran tamaño (también roto) atribuido al Pintor de Brigos.